# Huiji
Huiji (en chino, 惠济; pinyin, Hùijì (escuchar)ⓘ) es un distrito urbano bajo la administración directa de la Prefectura  Zhengzhou  en la Provincia de Henan, República Popular China.  Su área es de 222 km² y su población total para 2010 superó los 555 mil  habitantes. 

## Administración
El  Distrito Huiji se divide en 8 pueblos  administrados  en 6 subdistritos y 2   poblados.
- Subdistritos:
  - Xincheng (新城街道)
  - Liuzhai (刘寨街道)
  - Laoyachen (老鸦陈街道)
  - Changxinglu (长兴路街道)
  - Yingbinlu (迎宾路街道)
  - Dahulu (大河路街道)
- Poblados:
  - Guxing (古荥镇)
  - Huayuankou (花园口镇)

## Toponimia
El topónimo Huiji [/Juéi-chi/] se compone de los sinogramas Hui (bendición) y Ji (ayudar). La combinación "Hui-Ji" simboliza; "Recoger las bendiciones de los cuatro vientos,
en igualdad y beneficio mutuo".
Según registros históricos, durante la dinastía Sui (581-618 d. C.), existía sobre el canal Guangji un puente de piedra de tres arcos llamado "Huiji" (惠济长桥) que constituía una importante ruta de transporte norte-sur, y que dio origen a la ciudad.

## Clima
El clima presenta las cuatro estaciones bien diferenciadas, con una temperatura media de 14,3 °C y unas precipitaciones de 640 mm. El mes más lluvioso es el de julio, mes en el que se produce la mayoría de las precipitaciones.
| Parámetros climáticos promedio de Huijí (1971−2000) | Parámetros climáticos promedio de Huijí (1971−2000) | Parámetros climáticos promedio de Huijí (1971−2000) | Parámetros climáticos promedio de Huijí (1971−2000) | Parámetros climáticos promedio de Huijí (1971−2000) | Parámetros climáticos promedio de Huijí (1971−2000) | Parámetros climáticos promedio de Huijí (1971−2000) | Parámetros climáticos promedio de Huijí (1971−2000) | Parámetros climáticos promedio de Huijí (1971−2000) | Parámetros climáticos promedio de Huijí (1971−2000) | Parámetros climáticos promedio de Huijí (1971−2000) | Parámetros climáticos promedio de Huijí (1971−2000) | Parámetros climáticos promedio de Huijí (1971−2000) | Parámetros climáticos promedio de Huijí (1971−2000) |
| Mes                                                 | Ene.                                                | Feb.                                                | Mar.                                                | Abr.                                                | May.                                                | Jun.                                                | Jul.                                                | Ago.                                                | Sep.                                                | Oct.                                                | Nov.                                                | Dic.                                                | Anual                                               |
| --------------------------------------------------- | --------------------------------------------------- | --------------------------------------------------- | --------------------------------------------------- | --------------------------------------------------- | --------------------------------------------------- | --------------------------------------------------- | --------------------------------------------------- | --------------------------------------------------- | --------------------------------------------------- | --------------------------------------------------- | --------------------------------------------------- | --------------------------------------------------- | --------------------------------------------------- |
| Temp. máx. media (°C)                               | 5.7                                                 | 8.6                                                 | 14.0                                                | 21.7                                                | 27.2                                                | 31.6                                                | 31.8                                                | 30.5                                                | 26.7                                                | 21.5                                                | 14.1                                                | 8.0                                                 | 20.1                                                |
| Temp. mín. media (°C)                               | −4.3                                                | −1.9                                                | 2.9                                                 | 9.5                                                 | 14.7                                                | 19.8                                                | 22.8                                                | 21.7                                                | 16.2                                                | 9.9                                                 | 3.1                                                 | −2.4                                                | 9.3                                                 |
| Precipitación total (mm)                            | 8.8                                                 | 12.0                                                | 28.5                                                | 39.6                                                | 58.0                                                | 62.8                                                | 155.5                                               | 112.5                                               | 77.4                                                | 45.1                                                | 22.3                                                | 9.8                                                 | 632.3                                               |
| Días de precipitaciones (≥ 0.1 mm)                  | 3.3                                                 | 4.3                                                 | 6.2                                                 | 6.6                                                 | 6.8                                                 | 7.7                                                 | 11.6                                                | 9.9                                                 | 8.2                                                 | 6.8                                                 | 5.0                                                 | 3.5                                                 | 79.9                                                |
| Horas de sol                                        | 144.3                                               | 139.0                                               | 164.8                                               | 202.8                                               | 234.0                                               | 229.5                                               | 199.9                                               | 199.6                                               | 179.2                                               | 182.4                                               | 158.3                                               | 148.1                                               | 2181.9                                              |
| Humedad relativa (%)                                | 60                                                  | 60                                                  | 62                                                  | 61                                                  | 62                                                  | 62                                                  | 78                                                  | 81                                                  | 75                                                  | 70                                                  | 66                                                  | 61                                                  | 66.5                                                |
| Fuente: China Meteorological Administration         |                                                     |                                                     |                                                     |                                                     |                                                     |                                                     |                                                     |                                                     |                                                     |                                                     |                                                     |                                                     |                                                     |